# Kira Böhm
Kira Böhm, née le 22 novembre 2002, est une coureuse cycliste allemande spécialiste de VTT cross-country.

## Palmarès en VTT

### Championnats du monde
- Pal Arinsal 2024
  - 8e du cross-country espoirs

### Coupe du monde
- Coupe du monde de cross-country espoirs
  - 2022 : 15e du classement général
  - 2023 : 12e du classement général
  - 2024 : 1re du classement général, vainqueur de 3 manches

- Coupe du monde de cross-country short track espoirs
  - 2023 : 10e du classement général
  - 2024 : 1re du classement général, vainqueur de 5 manches

### Championnats d'Europe
- Krynica-Zdrój/Anadia 2023
  -  Médaillée de bronze du cross-country short track
  - 10e du cross-country espoirs
- Cheile Grădiștei 2024
  -  Championne d'Europe du cross-country short track espoirs